# قانون پیرس
در منطق، قانون پیرس (به انگلیسی: Peirce's law) به نام چارلز سندرز پیرس، فیلسوف و منطق‌دان نام‌گذاری شده‌است. در اولین اصول موضوعۀ او از منطق گزاره‌ای به عنوان اصل تلقی شد. می‌توان آن را به عنوان اصل طرد شق ثالث در نظر گرفت که به شکلی نوشته شده‌است که فقط شامل یک نوع رابط، یعنی دلالت است.
در حساب گزاره‌ای، قانون پیرس می‌گوید که:
{\displaystyle \models ((P\rightarrow Q)\rightarrow P)\rightarrow P}
این بدان معناست که اگر یک گزارۀ {\displaystyle Q} وجود داشته باشد که درستی {\displaystyle P} از درستی "اگر {\displaystyle P}، آنگاه {\displaystyle Q}" حاصل شود، {\displaystyle P} باید صادق باشد. به‌طور خاص، زمانی که {\displaystyle Q} به عنوان یک گزارۀ نادرست در نظر گرفته می‌شود، این قانون می‌گوید که اگر {\displaystyle P} هر زمان که بر نادرستی دلالت دارد، صادق باشد، آنگاه {\displaystyle P} درست است. به این ترتیب قانون پیرس متضمن اصل طرد شق ثالث است.
قانون پیرس در منطق شهودی یا منطق‌های ابرشهودگرایی وجود ندارد و نمی‌توان آن را به تنهایی از قضیۀ استنتاج، استنباط کرد.

## مطالعۀ بیشتر
- پیرس، CS، "در مورد جبر منطق: کمک به فلسفۀ نشانه‌گذاری"، مجلۀ آمریکایی ریاضیات 7، 180-202 (1885). تجدید چاپ، مقاله‌های گردآوری شدۀ چارلز سندرز پیرس 3.359-403 و نوشته‌های چارلز اس. پیرس: نسخه زمانی 5، 162-190.
- پیرس، CS، مقاله‌های گردآوری شدۀ چارلز سندرز پیرس، جلدهای. 1-6، چارلز هارتشورن و پل وایس (ویرایش‌ها) جلد. 7-8، آرتور دبلیو بورکز، انتشارات دانشگاه هاروارد، کمبریج، MA، 1931-1935، 1958.